# Clistoabdominalis gremialis
Clistoabdominalis gremialis är en tvåvingeart som beskrevs av Skevington 2001. Clistoabdominalis gremialis ingår i släktet Clistoabdominalis och familjen ögonflugor. Inga underarter finns listade i Catalogue of Life.